# B4-4
b4-4, también conocida como Before Four, era una agrupación musical canadiense originaria de Toronto, Ontario. Constituida como una boy band, la misma constaba de tres integrantes: Ohad Einbinder y los gemelos idénticos Dan y Ryan Kowarsky.

## Biografía
Aunque Ohad, Dan y Ryan ya eran amigos de mucho tiempo, el grupo no se formó oficialmente sino hasta 1999. Tras presentarse espontáneamente en la oficina de Sony Music en Toronto, terminaron fortuitamente cantando ante Howard Stringer, director ejecutivo de Sony Music de Estados Unidos. Así fue que el trío firmaría contrato con ese sello discográfico y el álbum b4-4 sería producido, editándose en 2000.
b4-4 disfrutó del éxito de la mano de notables singles como "Get Down", "Go Go", "Everyday" y "Ball & Chain". El grupo fue incluso nominado para la categoría de Mejor Grupo Nuevo en los Premios Juno de 2001. Más allá de su Canadá natal, Alemania se constituiría en uno de los mercados donde tendrían mayor penetración.

### Trabajos tras la separación
Luego de que el grupo se separa, Ryan y Dan Kowarsky formaron juntos el dúo RyanDan, cambiando transcendentalmente el rumbo de su música, ahora orientada hacia una conjunción entre elementos del pop y de la música clásica (crossover). Por su parte, Ohad Einbinder seguiría el camino del modelaje, mientras continúa trabajando en su carrera musical, habiéndose establecido en Los Ángeles, Estados Unidos.
RyanDan firmó contrato con Universal Records y su álbum autointitulado RyanDan fue lanzado el 27 de septiembre de 2007 en el Reino Unido y el 8 de abril de 2008 en Estados Unidos. Tras el éxito de éste, su primer disco (disco de oro en Reino Unido, Canadá, Hong Kong), y las giras de presentaciones por Europa, Norteamérica, Asia y Australia, su nuevo trabajo discográfico ha sido anunciado para principios de 2010.

## Discografía

### Álbumes
- 2000 - b4-4[1]
- 2003 - In Your Face (sólo editado en Alemania)[2]

### Sencillos
- 2000: "Get Down"
- 2000: "Go Go"
- 2000: "Everyday"
- 2000: "Ball & Chain"
- 2003: "Feel Free (To Say No)"
- 2003: "Player (You're My Ecstacy)"
- 2003: "I'll Be There"